# بیلی کالینز
بیلی کالینز (به انگلیسی: Billy Collins) شاعر و نویسنده آمریکایی قرن بیستم.
وی در سال ۱۹۴۱ در نیویورک به دنیا آمد. او چندین کتاب شعر از جمله کتاب‌های گردش دسته جمعی آذرخش، هنر غرق شدن، پرسش‌هایی دربارهٔ فرشتگان و سیبی که پاریس را متعجب کرد منتشر کرده‌است. اشعار او در گزیده‌های ادبی و مجله‌های شعر چاپ شده‌است.
کالینز در سال ۱۹۹۲ از طرف کتابخانه عمومی نیویورک عنوان شیر ادبی را دریافت کرد. نیز طی سال‌های متمادی اتاق کار شعر در ایرلند را مدیریت کرده‌است.